# Provincia di Namosi
Namosi è una provincia delle isole Figi, nella Divisione Centrale, sull'isola di Viti Levu, la maggiore dell'arcipelago.
La provincia si trova ad ovest di Suva e copre una superficie di 570 km². Al censimento del 2017 aveva una popolazione di 7 871 abitanti, la meno popolata provincia figiana. I due principali centri sono la town di Navua e Deuba Pacific Harbour.
La provincia è governata da un Consiglio Provinciale, presieduto attualmente dal Ratu Kiniviliame Taukeinikoro.

## Distretti
- Distretto di Namosi
- Distretto di Veivatuloa
- Distretto di Wainikoroiluva

## Geografia fisica
La provincia è attraversata dalla principale faglia tettonica dell'isola di Viti Levu che passa tra i solchi dei fiumi Navua e Waidina, una volta fiume unico, i cui letti sepasrati sono stati creati e modellati da eventi sismo-tettonici relativamente recenti.

## Economia
Grazie a i suoi potenziali naturali, la provincia sta sperimentando l'auto produzione di energia idroelettrica e ad essa è stato proposto l'appoggio logidtico da parte della Francia. Nella provincia si trovano anche giacimenti di rame, in attesa di essere sfruttati: attualmente sono in atto ricerche per l'impatto ambientale dello sfruttamento dei giacimenti.